# 芳泉寺
芳泉寺（ほうせんじ）は長野県上田市にある浄土宗鎮西派の寺院。号は松翁山円覚院。本尊は阿弥陀如来。

## 歴史
天正11年（1583年）、真田昌幸が上田城の築城に際して小県郡下之条村（後の上田市大字下之条）にあった全称院を上田城下に移転して、常福寺と号したのが始まりとされている。
慶長5年（1600年）、関ヶ原の戦いの終結後、昌幸の嫡男・真田信之が上田城主となると、当寺を真田氏の菩提寺とした。元和6年（1620年）、信之の妻・小松姫が亡くなると、当寺を含む三か寺に分骨され一周忌の際に当寺に御霊廟が設けられた。
元和8年（1622年）、信之の松代移封に伴い、小松姫の御霊廟も松代城下の大英寺に移転した。その後、上田に小諸城主・仙石忠政が入封すると、仙石氏の菩提寺である宝仙寺を当地に移転し、真田氏の庇護にあった常福寺を小県郡下之条村に戻した。
寺号が宝仙寺から芳泉寺に改められた時期については定かではないが、忠政の嫡男・仙石政俊の死後とも、小諸から移転した直後からともされている。
江戸期には浄土宗の総本山である知恩院の末寺として、上田領の触頭の役割を担っていた。

## 文化財

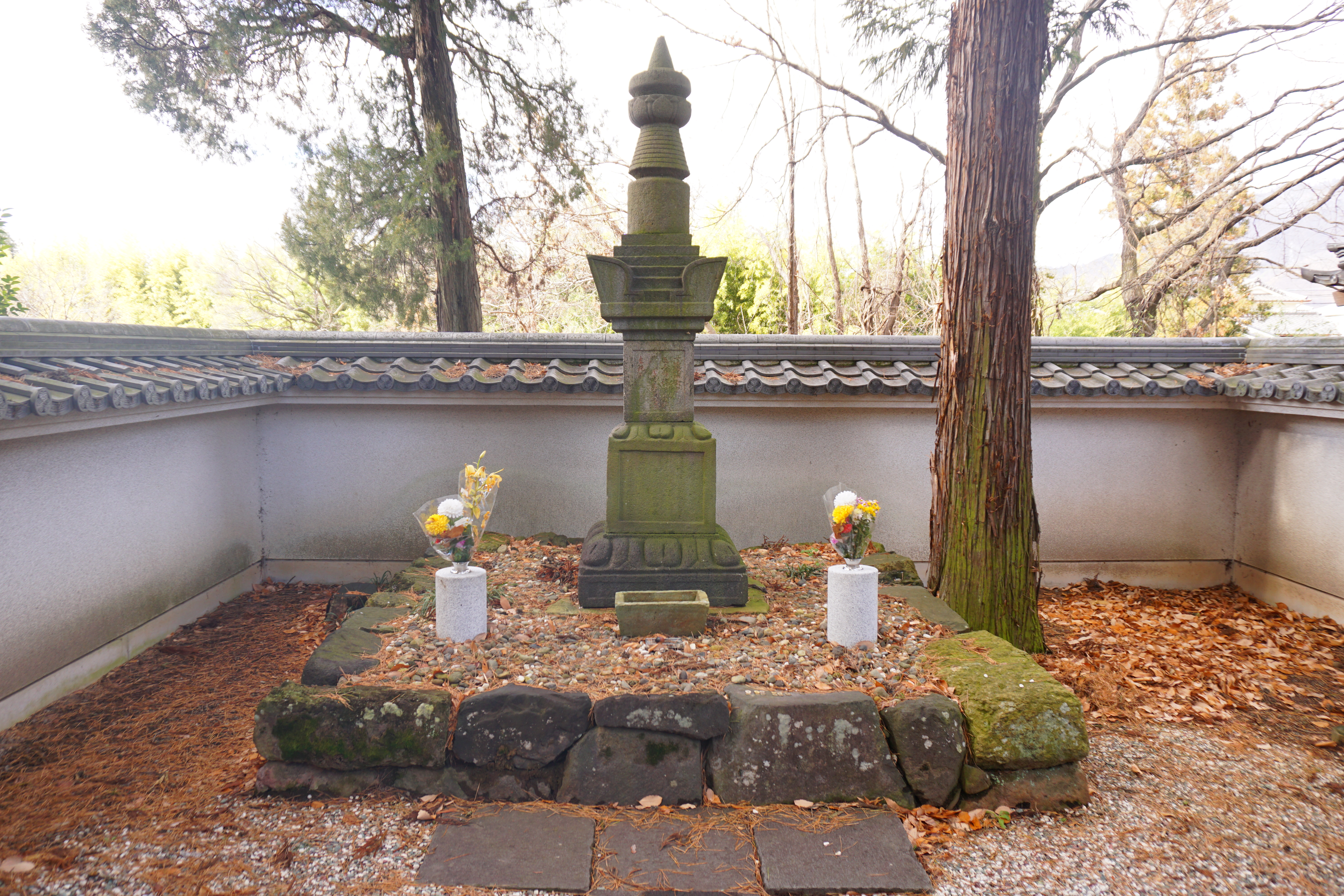
小松姫の墓

### 市指定文化財
- 小松姫の墓[4]
- 仙石家霊廟[5]
- 木造阿弥陀如来立像[6]

## 交通アクセス
- 上信越自動車道上田菅平インターチェンジから車で約15分[7]
- JR東日本・しなの鉄道・上田電鉄上田駅からタクシーで約10分[7]